# William Ridgeway
Pour les articles homonymes, voir Ridgeway (homonymie).
Sir William Ridgeway (6 août 1853 - 12 août 1926) est un érudit classique anglo-irlandais et professeur Disney d'archéologie à l'Université de Cambridge.

## Biographie
Ridgeway est né le 6 août 1853 à Ballydermot, comté de King, Irlande, fils du révérend John Henry Ridgeway et Marianne Ridgeway. Il est un descendant direct d'un des colons de Cromwell en Irlande. Il fait ses études à la Portarlington School et au Trinity College de Dublin, après quoi il étudie à Peterhouse, Cambridge, puis au Gonville and Caius College, Cambridge, où il termine les tripos classiques en 1880.
En 1883, Ridgeway est élu professeur de grec au Queen's College de Cork, puis professeur Disney d'archéologie à Cambridge en 1892. Il occupe également le poste de conférencier Gifford en religion à l'Université d'Aberdeen de 1909 à 1911, d'où est publié The Evolution of Religions of Ancient Greece and Rome.
Il contribue par des articles à l'Encyclopedia Biblica (1903), à l'Encyclopædia Britannica (1911) et écrit The Origin of Metallic Currency and Weight Standards (1892) et The Early Age of Greece (1901) qui sont des ouvrages importants en archéologie et en anthropologie.
Ridgeway est président du Royal Anthropological Institute de 1908 à 1910 et joue un rôle déterminant dans la fondation de l'école d'anthropologie de Cambridge.
Ridgeway reçoit un doctorat honorifique en lettres (D.Litt.) de l'Université de Dublin en juin 1902. Il est élu membre de la British Association en 1904. Pour ses recherches sur les chevaux, il reçoit en 1909 le Sc.D. de Cambridge. Il est fait chevalier dans la liste des honneurs d'anniversaire de 1919.
En 1880, Ridgeway épouse Lucinda Maria Kate Samuels à Rathdown, comté de Dublin. Leur fille Lucy Marion Ridgeway (1882-1958) épouse l'économiste John Archibald Venn en 1906.